# UEFA Champions League 2006-2007 (videoigra)
UEFA Champions League 2006-2007 je službena nogometna videoigra UEFA Lige prvaka 2006./07. Proizvođač igre je EA Canada, izdavač EA Sports, a u prodaju je izašla 2007. godine; 20. ožujka u Sjevernoj Americi, 22. ožujka u Australiji, i 23. ožujka u Europi.
UEFA CL 2006-2007 je sastavljena od istog igraćeg enginea kao u FIFA-i 07 s nekoliko manjih grafičkih poboljšanja, kao i dodavanje opcije nogometnog menadžmenta zvane The Treble. 

## Vanjske poveznice
- Službena stranica  Arhivirana inačica izvorne stranice od 28. srpnja 2011. (Wayback Machine)
- UEFA Champions League 2006-2007  Arhivirana inačica izvorne stranice od 22. studenoga 2008. (Wayback Machine), EA
- Intervju: Matt Holme, UEFA CL 2006-2007 producent

| Prethodnik:                     | Službena videoigra UEFA Lige prvaka 2006./07. | Nasljednik:               |
| UEFA Champions League 2004-2005 | Službena videoigra UEFA Lige prvaka 2006./07. | Pro Evolution Soccer 2009 |